# シンスケ
シンスケ（7月6日 - ）は、東京都出身の俳優。

## 出演

### 映画
- 学校II（1996年）
- 友情 Friendship（1998年）
- 稚内発 学び座（1998年）
- バトル・ロワイアルII 鎮魂歌（2003年）
- ワルボロ（2007年）
- 蒼空（2008年） - 誠 役

### テレビ
- オグリの子（1998年）
- 新・夜逃げ屋本舗（2003年）
- ぼくらはみんな生きている（2003年）
- ヤンキー母校に帰る（2003年） - 橋爪信彦 役
- 森村誠一サスペンス4・街（2004年）
- 夜回り先生（2004年）
- ホーリーランド（2005年）
- ビー・バップ・ハイスクール 2（2005年）
- たった一度の雪 〜SAPPORO・1972年〜（2007年）

### Vシネマ
- 激アツ! パチンカー銀次郎（2008年）

### PV
- RIP SLYME Cut it Now!（2007年）

### CM
- 明治 銀座カリー（2000年）
- ザッピィ（2000年）
- NTTコミュニケーションズ（2001年）
- KDDI（2004年）
- アイシン精機（2006年）

## 監督作品
- iCloud 企業VTR（2013年）